# ジェフ・コットン (ロック・ミュージシャン)
ジェフ・コットン（Jeff Cotton、1948年5月31日 - ）は、アメリカ合衆国のロック・ミュージシャン。キャプテン・ビーフハートことドン・ヴァン・ヴリートが率いたキャプテン・ビーフハート・アンド・ヒズ・マジック・バンドのギタリストだった。

## 略歴
コットンは1948年9月29日、カリフォルニア州ポータービルで生まれた。1960年代前半にはメレル・ファンクハウザー（ボーカル、ギター）が率いるメレル・アンド・ジ・エグザイルズ、ジ・エグザイルズのメンバーだったジョン・フレンチ（ドラムス）が結成したジ・アル―ジョンズやブルース・イン・ア・ボトルで活動した。
1967年10月、フレンチが在籍していたキャプテン・ビーフハート・アンド・ヒズ・マジック・バンドに、ライ・クーダーの後任として加入した。1969年に発表された『トラウト・マスク・レプリカ』では、ヴァン・ヴリートの方針に従って、ヴァン・ヴリートが彼につけたアンテナ・ジミー・ザーメンズ（Antennae Jimmy Semens）を名乗った。
1970年にキャプテン・ビーフハート・アンド・ヒズ・マジック・バンドを脱退し、ファンクハウザーとMUを結成して、1974年の解散まで活動。
2022年、初のソロ・アルバムThe Fantasy Of Realityを発表。

## ディスコグラフィ

### ジェフ・コットン
- The Fantasy Of Reality[7]（2022年）

### キャプテン・ビーフハート・アンド・ヒズ・マジック・バンド

#### オリジナル・アルバム
- ストリクトリー・パーソナル　Strictly Personal（1968年）
- トラウト・マスク・レプリカ　Trout Mask Replica（1969年）
- ミラー・マン　Mirror Man（1971年）

#### 編集アルバム
- グロウ・フィンズ:レアリティーズ 1965–1982　Grow Fins: Rarities 1965–1982（1999年）
- ザ・ダスト・ブロウズ・フォワード（アン・アンソロジー）　The Dust Blows Forward (An Anthology)[注釈 3]（1999年）

### MU
- MU[8]（1971年）
- Lemurian Music[9]（1975年）
- The Last Album[10][注釈 4]（1981年）
- Children of the Rainbow[11][注釈 5]（1985年）
- End Of An Era...[12]（1988年）
- MU[13]（1997年）